# Russ Adams
Russ Adams (* 30. Juli 1930 in Worcester, Massachusetts; † 30. Juni 2017) war ein US-amerikanischer Sportfotograf.

## Leben und Werk
Russ Adams’ große Leistung war die über fünf Jahrzehnte lang andauernde fotografische Dokumentation der Tennisgeschichte. Sein Werk umfasste die Grand-Slam-Turniere, den Fed-Cup, den Davis-Cup und die olympischen Tennisturniere. Im Jahr 1955 war er für den Pulitzer-Preis in der Kategorie Fotografie nominiert. Adams’ Aufnahmen zierten insgesamt über 250 Magazincover. Der Amerikaner besaß über 1,6 Millionen Sportfotos und das größte Privatarchiv von Tennisfotografien. 2007 erfolgte seine Aufnahme in die International Tennis Hall of Fame.